# بريان ستيل
بريان ستيل (بالإنجليزية: Bryan Steel) مواليد 5 يناير 1969 في نوتنغهام، إنجلترا، المملكة المتحدة، هو دراج إنجليزي سابق. سبق أن شارك في دورة الألعاب الأولمبية الصيفية وفاز بميدالية أولمبية. حقق أيضا ميدالية في دورة ألعاب الكومنولث.

## الميداليات
| الميدالية | المسابقة                       |
| --------- | ------------------------------ |
| فضية      | الألعاب الأولمبية الصيفية 2004 |
| برونزية   | الألعاب الأولمبية الصيفية 2000 |
| فضية      | دورة ألعاب الكومنولث 1994      |

## وصلات خارجية
- الموقع الرسمي

## روابط خارجية
- بريان ستيل على موقع أرشيف الدراجات (الإنجليزية)
- بريان ستيل على موقع أوليمبيديا (الإنجليزية)
- بريان ستيل على موقع اللجنة الأولمبية البريطانية (الإنجليزية)
- بريان ستيل على موقع اتحاد ألعاب الكومنولث (مؤرشف) (الإنجليزية)